# 19. pehotni polk (Avstro-Ogrska)
Za druge 19. polke glejte 19. polk.
19. pehotni polk (izvirno nemško Infanterie-Regiment Nr. 19; dobesedno slovensko: Pehotni polk št. 19) je bil pehotni polk avstro-ogrske skupne vojske.

## Poimenovanje
- Ungarisches Infanterie Regiment »Erzherzog Franz Ferdinand« Nr. 19/Madžarski pehotni polk »Nadvojvoda Franz Ferdinand« št. 19
- Infanterie Regiment Nr. 19 (1915 - 1918)

## Zgodovina
Polk je bil ustanovljen leta 1734. 

### Prva svetovna vojna
Polkovna narodnostna sestava leta 1914 je bila sledeča: 95% Madžarov in 5% drugih. Naborni okraj polka je bil v Gjuru, pri čemer so bile polkovne enote garnizirane sledeče: Tolmin (štab, II. bataljon), Sežana (I. bataljon) in Kobarid (IV. bataljon).
V sklopu t. i. Conradovih reform leta 1918 (od junija naprej) je bilo znižano število polkovnih bataljonov na 3.

## Organizacija
1918 (po reformi)
- 1. bataljon
- 2. bataljon
- 3. bataljon

## Poveljniki polka
- 1859: Basil Pollovina[7]
- 1865: Georg Grivičić[8]
- 1879: Ludwig Dierkes[9]
- 1908: Karl Waitzendorfer[10]
- 1914: Rudolf von Metz[1]